# Манц (посёлок)
Манц (калм. Манц) — посёлок (сельского типа) в Приютненском районе Калмыкии, в составе Нартинского сельского муниципального образования. Название посёлка означает Маныч и вероятно связано с расположением посёлка в Приманычье.

Население - 
1. Н/Д[4]

## История
Дата основания не установлена. На карте генштаба РККА 1941 года отмечено как колхоз имени XVIII партсъезда. На карте 1984 года обозначен под названием Манц

## Физико-географическая характеристика
Посёлок расположен в зоне сухих степей, на севере центральной части Кумо-Манычской впадины, к северу от урочища Лиман Малая Киндя, на высоте 39 метров над уровнем моря. Рельеф местности равнинный, имеет небольшой уклон к югу. На  территории посёлка имеется пруд. К западу расположены полезащитные лесонасаждения. Почвенный покров представлен светло-каштановыми солонцеватыми и солончаковыми почвами, солонцами (автоморфными)
По автомобильным дорогам расстояние до столицы Калмыкии города Элиста составляет 57 км, до районного центра села Приютное - 15 км, до административного центра сельского поселения посёлка Нарта - 24 км.
Климат
Как и для всего Приютненского района для Модты характерен умеренный континентальный климат (согласно классификации климатов Кёппена  — Dfa), с жарким и засушливым летом и относительно холодной и малоснежной зимой. Среднегодовая температура положительная и составляет +9,9 °C. Средняя температура самого холодного месяца января - 4,3 °C, самого жаркого месяца июля + 24,6 °C. Многолетняя норма осадков составляет 359 мм. Наименьшее количество осадков выпадает в феврале (19 мм), наибольшее в июне (50 мм).
Часовой пояс
Манц, как и вся Республика Калмыкия, находится в часовой зоне МСК (московское время). Смещение применяемого времени относительно UTC составляет +3:00.

## Население
1. Н/Д[13]

Национальный состав
Согласно результатам переписи 2002 года большинство населения посёлка составляли калмыки (93 %)
| Национальность | Численность (2010) | Процент |
| -------------- | ------------------ | ------- |
| Калмыки        | 84                 | 90,3%   |
| Даргинцы       | 9                  | 9,7%    |
| Всего          | 93                 | 100%    |